# Ajax (1930)
Ajax (Q148) – francuski oceaniczny okręt podwodny z okresu międzywojennego i II wojny światowej, jedna z 31 jednostek typu Redoutable. Okręt został zwodowany 28 maja 1930 roku w stoczni Arsenal de Brest w Breście, a do służby w Marine nationale wszedł w lutym 1934 roku. Jednostka pełniła służbę na Atlantyku, a od zawarcia zawieszenia broni między Francją a Niemcami znajdowała się pod kontrolą rządu Vichy. 24 września 1940 roku „Ajax” został zatopiony nieopodal Dakaru przez Brytyjczyków podczas operacji Menace.

## Projekt i budowa
„Ajax” zamówiony został na podstawie programu rozbudowy floty francuskiej z 1926 roku. Projekt (o sygnaturze M6 ) był ulepszeniem pierwszych powojennych francuskich oceanicznych okrętów podwodnych – typu Requin. Poprawie uległa krytykowana w poprzednim typie zbyt mała prędkość osiągana na powierzchni oraz manewrowość. Posiadał duży zasięg i silne uzbrojenie; wadą była ciasnota wnętrza, która powodowała trudności w dostępie do zapasów prowiantu i amunicji. Konstruktorem okrętu był inż. Jean-Jacques Roquebert.
„Ajax” zbudowany został w stoczni Arsenal de Brest. Stępkę okrętu położono w 1927 roku, został zwodowany 28 maja 1930 roku, a do służby w Marine nationale przyjęto go w lutym 1934 roku . Jednostka otrzymała numer burtowy Q148 .

## Dane taktyczno–techniczne
„Ajax” był dużym, oceanicznym okrętem podwodnym o konstrukcji dwukadłubowej. Długość całkowita wynosiła 92,3 metra (92 metry między pionami), szerokość 8,2 metra i zanurzenie 4,7 metra. Wyporność standardowa w położeniu nawodnym wynosiła 1384 tony (normalna 1570 ton), a w zanurzeniu 2084 tony. Okręt napędzany był na powierzchni przez dwa silniki wysokoprężne Schneider o łącznej mocy 6000 KM. Napęd podwodny zapewniały dwa silniki elektryczne o łącznej mocy 2000 KM. Dwuśrubowy układ napędowy pozwalał osiągnąć prędkość 17 węzłów na powierzchni i 10 węzłów w zanurzeniu. Zasięg wynosił 10 000 Mm przy prędkości 10 węzłów w położeniu nawodnym (lub 4000 Mm przy prędkości 17 węzłów) oraz 100 Mm przy prędkości 5 węzłów pod wodą. Zbiorniki paliwa mieściły 95 ton oleju napędowego . Dopuszczalna głębokość zanurzenia wynosiła 80 metrów, a czas zanurzenia 45-50 sekund. Autonomiczność okrętu wynosiła 30 dób .
Okręt wyposażony był w siedem wyrzutni torped kalibru 550 mm: cztery na dziobie i jeden potrójny zewnętrzny aparat torpedowy. Prócz tego za kioskiem znajdował się jeden podwójny dwukalibrowy (550 lub 400 mm) aparat torpedowy . Na pokładzie było miejsce na 13 torped, w tym 11 kalibru 550 mm i dwie kalibru 400 mm . Uzbrojenie artyleryjskie stanowiło działo pokładowe kalibru 100 mm M1925 L/45 oraz zdwojone stanowisko wielkokalibrowych karabinów maszynowych Hotchkiss kalibru 13,2 mm L/76 .
Załoga okrętu składała się z 4 oficerów oraz 57 podoficerów i marynarzy.

## Służba

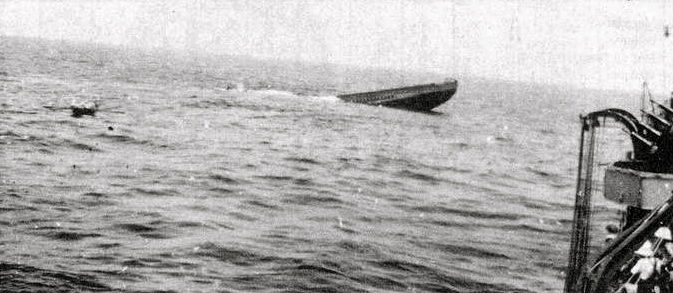
Tonący „Ajax”, 24 września 1940 r.

W momencie wybuchu II wojny światowej okręt pełnił służbę na Atlantyku w składzie 6. dywizjonu 4. eskadry okrętów podwodnych w Breście, znajdując się w remoncie planowanym do stycznia 1940 roku . Dowódcą jednostki był w tym okresie kmdr ppor. T.F. Guimont . Na przełomie października i listopada 1939 roku „Ajaxowi” i „Le Centaure” nie udało się zatrzymać niemieckiego statku „Togo” (5042 GRT), który wypłynął z Duali i 23 listopada osiągnął Hamburg . W połowie marca 1940 roku „Ajax” (wraz z bliźniaczymi jednostkami „Archimède”, „Sidi Ferruch” i „Bévéziers”) dotarł do Halifaxu, by uczestniczyć w eskorcie konwojów atlantyckich . 24 kwietnia na okręcie, płynącym w eskorcie konwoju HX-38, uległ uszkodzeniu kompresor powietrza i jednostka musiała opuścić konwój . Od 8 do 20 maja jednostka eskortowała konwój HX-41 z Halifaxu do Liverpoolu . W czerwcu 1940 roku okręt znajdował się w Breście, gdzie był remontowany, a jego dowódcą był nadal kmdr ppor. T.F. Guimont . 18 czerwca, wobec zbliżania się wojsk niemieckich do portu w Breście, „Ajax” ewakuował się do Casablanki (razem z okrętami podwodnymi „Casabianca”, „Sfax”, „Poncelet”, „Persée”, „Circé”, „Thétis”, „Calypso”, „Méduse”, „La Sibylle”, „Amazone”, „Antiope”, „Orphée” i „Amphitrite”) .
Po zawarciu zawieszenia broni między Francją a Niemcami okręt znalazł się pod kontrolą rządu Vichy . 3 września jednostka opuściła Casablankę i dotarła do Libreville . W momencie rozpoczęcia operacji Menace „Ajax” przebywał w Dakarze i wziął udział w obronie portu przed atakiem aliantów . 23 września 1940 roku okręt uszedł atakowi brytyjskich niszczycieli HMS „Inglefield” i HMS „Foresight” (które zatopiły wcześniej tego dnia bliźniaczego „Persée”) . Następnego dnia, 24 września o 7:00 płynąca na głębokości peryskopowej jednostka została zauważona i ciężko uszkodzona przez samoloty operujące z pokładu lotniskowca HMS „Ark Royal” . Zmuszony do wynurzenia okręt opuściła przed zatonięciem cała, licząca 5 oficerów i 56 marynarzy załoga, która została podjęta przez niszczyciel HMS „Fortune”, a następnie przekazana na pancernik HMS „Barham” .